# Dolmen de la Briordais
Le dolmen de la Briordais (ou dolmen de Moulin Chevalier ou encore dolmen du Quarteron des Chevallais) est un dolmen situé à Saint-Brevin-les-Pins, dans le département de la Loire-Atlantique.

## Historique
Le monument est inscrit au titre des monuments historiques en 1981.

## Description
Dans son Dictionnaire archéologique de la Loire-Inférieure, Pitre de Lisle donne une description du site, « ayant tout à fait l'aspect d'un dolmen », qu'il nomme Tertre du Quarteron de la Briordais. Le tumulus mesure 21 m de long sur 2 m de hauteur. Une large dalle de pierre (2,35 m de longueur), reposant sur un autre bloc, est visible au sommet du tertre. Pitre de Lisle dénombre une quinzaine d'autres blocs sur le tumulus, dont « trois placées à angle droit et bien enfoncées en terre, forment comme le fond d'un petit dolmen  ». Cinq autres blocs « grossiers, irréguliers » forment deux lignes parallèles.
Une dalle comporte dix-sept cupules.